# Carina Sammeli
Carina Sammeli, född 1978 i Karlstad, är en svensk socialdemokratisk politiker. Hon är kommunstyrelsens ordförande i Luleå kommun sedan januari 2021. Carina Sammeli har tidigare varit politiskt sakkunnig hos dåvarande kommunminister Sven-Erik Österberg och arbetat inom Socialdemokraterna, samt på Trafikverket. 
Sammeli är utbildad civilekonom vid Karlstads universitet.